# Chlorophytum galpinii
Chlorophytum galpinii är en sparrisväxtart som först beskrevs av John Gilbert Baker, och fick sitt nu gällande namn av Shakkie Kativu. Chlorophytum galpinii ingår i släktet ampelliljor, och familjen sparrisväxter.

## Underarter
Arten delas in i följande underarter:
- C. g. galpinii
- C. g. matabelense
- C. g. norlindhii